# Dileptida
Ordre
Les Dileptida sont un ordre de Ciliés de la classe des Litostomatea.

## Liste des familles
Selon GBIF (22 juin 2023) :
- Dileptidae Jankowski, 1980[2],[note 1]
- Dimacrocaryonidae Jankowski 1978

## Systématique
Le nom valide de ce taxon est Dileptida Jankowski, 1978.